# Borne (rivier)

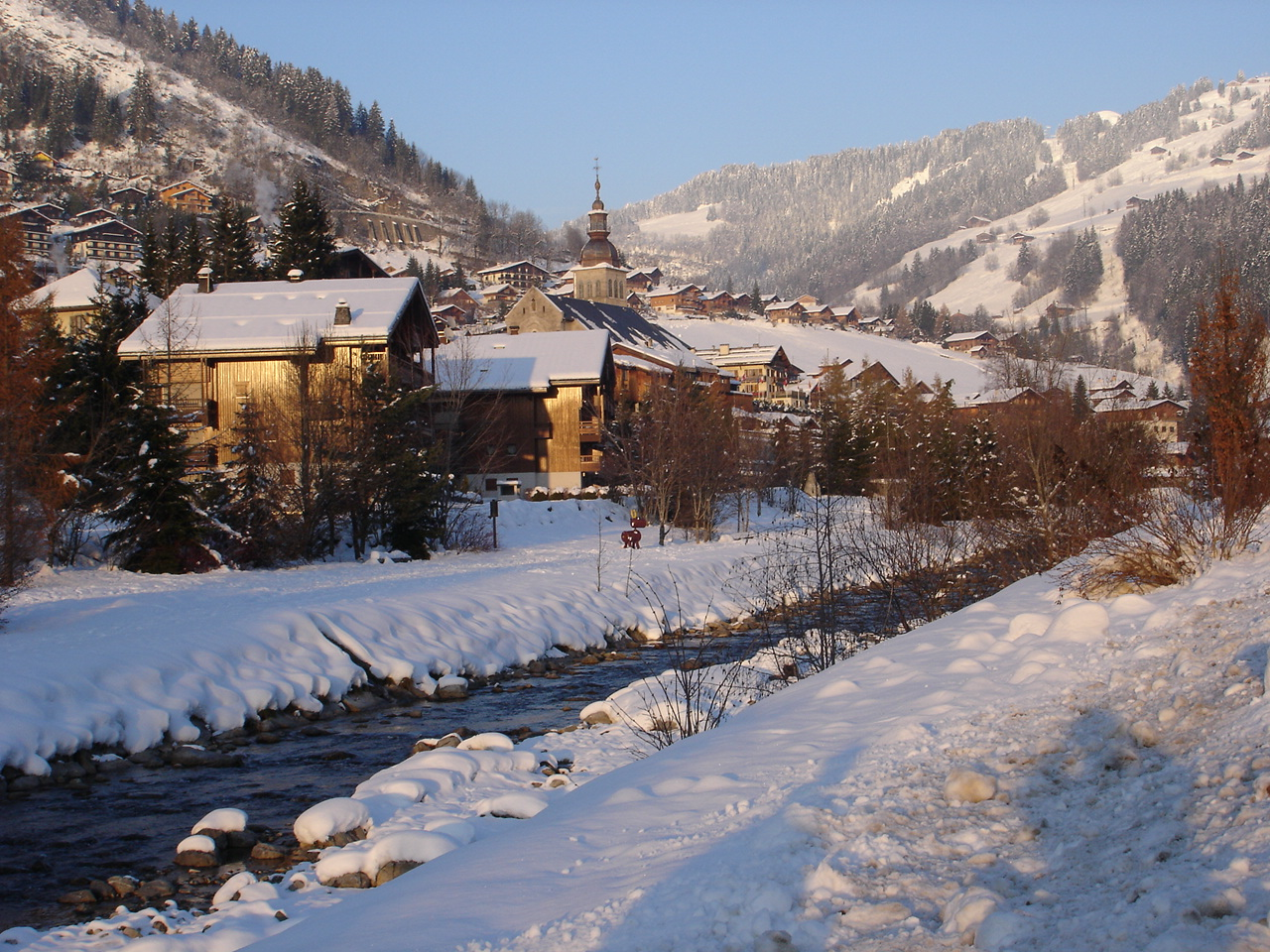

De Borne is een rivier in de Haute-Savoie, die uitmondt in de Arve. De rivier passeert de gemeenten Le Grand-Bornand, Saint-Jean-de-Sixt, Le Petit-Bornand-les-Glières, Saint-Pierre-en-Faucigny en Bonneville.
Op 14 juli 1987 trad de Borne na een hevig onweer buiten haar oevers. Daarbij verwoestte zij de camping van Grand-Bornand, wat leidde tot 21 doden en twee vermisten. De overheid moest de families van de slachtoffers schadevergoeding betalen toen bleek dat de camping vanwege het overstromingsgevaar niet op deze locatie had mogen worden aangelegd.
De rivier is bekend bij forelvissers en bij beoefenaars van het kanovaren. Een dam van Électricité de France in Beffay in de gemeente van Petit-Bornand levert elektrische energie via de fabriek van Péterat in Saint-Pierre-en-Faucigny.